# Edmond Dubois-Crancé
Edmond Dubois-Crancé, francoski general, * 14. oktober 1746, † 28. junij 1814.

## Življenjepis
Sprva je bil mušketir, nato pa je postal poročnik v Marchauxu; tu je tudi postal liberalist. Ob pričetku francoske revolucije leta 1789 je bil izvoljen za poslanca tretjega stanu za Vitry-le-François in tako postal član državnega zbora. Ustavodajna skupščina ga je novembra imenovala za tajnika; na tem mestu se je ukvarjal z vojaškimi reformami. Tako je želel zamenjati stari vojaški sistem, temelječ na privilegijih plemstva in najemnikih z organizacijo nacionalne garde, v katero bi lahko vstopili vsi državljani Francije. 12. decembra istega leta je tako podal predlog uvedbe nabora. Med drugimi reformami pa je dosegel tudi osvoboditev vseh afriških sužnjev ob prihodu v Francijo. 
Po sprejeti konstituciji je bil Dubois-Crancé imenovan za maréchal-de-camp, a je zavrnil, da bi bil pod poveljstvom markiza de La Fayetta in je rajši služil kot navadni grenadir.
Pozneje je bil izvoljen v nacionalno skupščino prve francoske republike, kjer je predstavljal departma Ardeni. Tu je podprl montaniste, a ni upošteval nobenega vodje (ne Dantona ne Robespierra). Med sojenjem kralju Ludviku XVI. je volil za smrtno kazen (brez zavlačevanja oz priziva). 21. februarja 1793 je bil imenovan za predsednika skupščine. Kljub temu da je bil član dveh komitejev za splošno obrambo preden je bil uveden Komite za javno varnost v času terorja, pa ni sodeloval pri uvedbi slednjega. Namesto tega je sestavil pomembno poročilo o stanju Francoske revolucionarne vojske, pri čemer je predlagal uvedbo dveh ukrepov: hitro napredovanje nižjih častnikov (zaradi česar je revolucija pridobila veliko sposobnih generalov) in spojitev prostovoljcev z veterani.
Avgusta 1793 je bil imenovan za predstavnika v Armadi Alp, da bi nadzoroval obleganje Lyona, ki se je uprl francoski revolucionarni vladi. Ker je bil obtožen pomanjkanja navdušenja, ga je zamenjal Georges Couthon. Ob vrnitvi se je branil, a je bil na pobudo Robespierra izključen iz Jakobinskega kluba. Pozneje se je pridružil termidorskem puču, a se pozneje ni pridružil bourbonski rakciji; oktobra 1795 je bil član Komiteja petih, ki je nasprotoval rojalistični reakciji t. i. 13 Vendémiaire. 
V tem času je postal tudi član Komiteja za javno varnost, ki pa je imel zmanjšane pristojnosti. V času direktorja je bil član Sveta petstotih, ter imenovan za generalnega inšpeoktorja pehote in leta 1799 še za ministra za vojno. Novembra istega leta je nasprotoval Napoleonovemu državnemu udaru - t. i. 18 Brumaire, nakar pa se je upokojil.